# الکس بروس (بازیکن فوتبال، زاده ۱۹۵۲)
الکس بروس (انگلیسی: Alex Bruce؛ زادهٔ ۲۳ دسامبر ۱۹۵۲) بازیکن فوتبال در پست مهاجم اهل اسکاتلند است.

## باشگاهی
از باشگاه‌هایی که در آن بازی کرده‌است می‌توان به باشگاه فوتبال ویگان اتلتیک، باشگاه فوتبال پرستون نورث اند، باشگاه فوتبال نیوکاسل یونایتد و باشگاه فوتبال پرستون نورث اند اشاره کرد.

## تیم ملی
وی همچنین در تیم ملی فوتبال زیر ۲۳ سال اسکاتلند بازی کرده است.